# Contingência
Em filosofia e lógica, contingência é o modo de ser daquilo que não é necessário, nem impossível - mas que pode ser ou não. Em outros termos, é a característica atribuída ao ente cuja existência é tida como não necessária  mas, ao mesmo tempo, não impossível -  isto é, a sua realidade não pode ser demonstrada nem negada em termos definitivos. Diz-se que são contingentes as proposições que não são necessariamente verdadeiras nem necessariamente falsas. 
Há quatro classes de proposições, algumas das quais se sobrepõem:
- proposições necessariamente verdadeiras ou  Tautologias, que devem ser verdadeiras, não importa quais são ou poderiam ser as circunstâncias. Geralmente o que se entende por "proposição necessária" é a proposição necessariamente verdadeira:

2 + 2 = 4
Nenhum solteiro é casado
- proposições necessariamente falsas ou Contradições, que devem ser falsas, não importa quais são ou poderiam ser as circunstâncias:

2 + 2 = 5
Ana é mais alta e é mais baixa que Beto
- proposições contingentes, que não são necessariamente verdadeiras nem necessariamente falsas:

Há apenas três planetas
Há mais que três planetas
- proposições possíveis, que são verdadeiras ou poderiam ter sido verdadeiras sob certas circunstâncias:

2 + 2 = 4
Há apenas três planetas
Há mais que três planetas
Todas as proposições necessariamente verdadeiras e todas as proposições contingentes também são proposições possíveis.

## Ligações ecternas
- FERRATER MORA, J. Diccionario de Filosofia. Conceito de contingéncia (em castelhano)
- SHERMER, Michael. Glorious Contingency, Metanexus Net